# The Falls
The Falls je americký hraný film z roku 2012, který režíroval Jon Garcia podle vlastního scénáře. Film popisuje vztah dvou mormonských misionářů.

## Děj
Dvacetiletý mormon RJ Smith z města Idaho Falls se chystá na svou misii do Oregonu. Misijní poslání a svou účast na dění v církvi bere velmi zodpovědně. Je přidělen do dvojice ke staršímu Merrilovi. Společně obcházejí domácnosti, oslovují lidi na ulici a pravidelně se scházejí v komunitním centru s ostatními příslušníky církve. Jednoho večera je napadne opilec, ale starší Smith ho v souboji přepere. Po tomto nepříjemném zážitku najde starší Merril odvahu zeptat se Smitha, co k němu cítí. Oba před okolím po svůj dosavadní život skrývali svoji homosexualitu. V následujících dnech začnou zanedbávat své misijní povinnosti. Dokonce u bývalého vojáka Rodneyho, kterého navštěvují jako misionáři, kouří marihuanu a dívají se na televizi. Rodney jim pouští necenzurované filmy, které jako mormoni nemohli vidět celé. Jejich vztah je ovšem po čase odhalen a oba jsou posláni zpět k rodinám. RJ Smitha čeká exkomunikační řízení, přesto jeho rodina stojí při něm. RJ se rozhodne odjet a vyhledat Chrise.

## Obsazení
| Nick Ferrucci   | RJ Smith              |
| Benjamin Farmer | Chris Merril          |
| Quinn Allan     | Harris                |
| Brian Allard    | Rodney                |
| Paul Angelo     | Jim Davis             |
| Emily Gleason   | sestra Tulsa          |
| Justin Koleszar | Craig                 |
| Garland Lyons   | předseda misie Pierce |
| Kacey Manny     | Mary Anne             |
| Harold Phillips | otec                  |
| Audrey Walker   | matka                 |
| Cassie Skauge   | Elise                 |